# 福家雅明
福家 雅明（ふくや まさあき、1959年4月10日 - ）は、兵庫県出身の元プロ野球選手（投手）、テレビディレクター、野球解説者。WES取締役社長。

## 来歴・人物

### プロ入り前
天理高では春夏の甲子園に4度出場。1年生の1975年夏の甲子園には控え投手として出場。準々決勝に進出するが新居浜商に敗れ、自身の登板機会はなかった。2年生でエースとなるが、1976年の春の選抜では2回戦で福井高に敗れ、同年夏の甲子園では3回戦で石川星稜に敗退。1977年、3年生時の春の選抜では準々決勝に進出するが、エース山沖之彦を擁する中村高に敗退した。同年夏は、県予選準々決勝で智辯学園の山口哲治に完封され、甲子園出場はならなかった。同期に遊撃手、四番打者をつとめた鈴木康友がいる。
高校卒業後の1978年に社会人野球の三菱自動車川崎へ入団。1980年の都市対抗野球ではリリーフで活躍。翌1981年の同大会では2試合に先発し、チームの準々決勝進出に貢献した。
1981年のプロ野球ドラフト会議で、阪神タイガースから4位指名を受け入団。

### プロ野球選手時代
先発では結果を残せず、主に中継ぎとして起用され、1984年には30試合に登板するが、その後は出場機会が減る。1989年に福家、佐藤秀明対住友一哉、南秀憲の交換トレードで近鉄バファローズへ移籍し、同年限りで現役を引退した。
速球と口ヒゲがトレードマークの選手だった。長身を利かせた右スリークォーターのフォームは元・阪神の江本孟紀（背番号29の前任者）によく似ており、速球に加えて、カーブ、スライダー、SFFを武器とした。SFFについては、三振を取られた中畑清が「ストレートと同じスピードで落ちる」、杉下茂が「真のフォークを投げる投手」と評したエピソードが残っており、「日本で最初にSFFを投げた男」とも言われる。

### テレビディレクター時代
1990年、テレビ番組の制作会社である「大阪東通」（現：関西東通）に入社。その後は、sky・A sports+放送の番組でディレクターを務める傍ら、野球解説者やリポーターも担当している。また「Tigers-ai」制作による阪神戦中継でもディレクターを務めている。
その間、2006年より新設された制作会社「WES（ウエス）」に所属。2009年の春季キャンプ直後に当時の社長が交通事故死してからは、同社の取締役社長を務める。

## 詳細情報

### 年度別投手成績
| 年 度     | 球 団     | 登 板 | 先 発 | 完 投 | 完 封 | 無 四 球 | 勝 利 | 敗 戦 | セ 丨 ブ | ホ 丨 ル ド | 勝 率 | 打 者 | 投 球 回 | 被 安 打 | 被 本 塁 打 | 与 四 球 | 敬 遠 | 与 死 球 | 奪 三 振 | 暴 投 | ボ 丨 ク | 失 点 | 自 責 点 | 防 御 率 | W H I P |
| --------- | --------- | ----- | ----- | ----- | ----- | -------- | ----- | ----- | -------- | ----------- | ----- | ----- | -------- | -------- | ----------- | -------- | ----- | -------- | -------- | ----- | -------- | ----- | -------- | -------- | ------- |
| 1982      | 阪神      | 17    | 4     | 0     | 0     | 0        | 0     | 1     | 0        | --          | .000  | 132   | 30.2     | 28       | 4           | 16       | 0     | 0        | 14       | 3     | 0        | 19    | 18       | 5.23     | 1.43    |
| 1983      | 阪神      | 13    | 3     | 0     | 0     | 0        | 0     | 0     | 0        | --          | ----  | 106   | 20.0     | 33       | 5           | 18       | 0     | 2        | 8        | 2     | 0        | 23    | 22       | 9.90     | 2.55    |
| 1984      | 阪神      | 30    | 5     | 1     | 0     | 0        | 0     | 3     | 0        | --          | .000  | 275   | 61.1     | 63       | 13          | 36       | 3     | 2        | 40       | 3     | 1        | 40    | 37       | 5.43     | 1.61    |
| 1985      | 阪神      | 8     | 1     | 0     | 0     | 0        | 0     | 0     | 0        | --          | ----  | 67    | 14.1     | 15       | 3           | 12       | 0     | 1        | 11       | 1     | 0        | 11    | 11       | 6.91     | 1.88    |
| 1986      | 阪神      | 12    | 1     | 0     | 0     | 0        | 0     | 0     | 0        | --          | ----  | 87    | 21.1     | 19       | 2           | 6        | 0     | 0        | 21       | 0     | 0        | 7     | 7        | 2.95     | 1.17    |
| 1987      | 阪神      | 14    | 0     | 0     | 0     | 0        | 0     | 1     | 0        | --          | .000  | 110   | 25.1     | 29       | 8           | 9        | 2     | 0        | 24       | 1     | 0        | 14    | 12       | 4.26     | 1.50    |
| 1988      | 阪神      | 1     | 0     | 0     | 0     | 0        | 0     | 0     | 0        | --          | ----  | 9     | 2.0      | 0        | 0           | 4        | 0     | 0        | 3        | 0     | 0        | 1     | 0        | 0.00     | 2.00    |
| 通算：7年 | 通算：7年 | 95    | 14    | 1     | 0     | 0        | 0     | 5     | 0        | --          | .000  | 786   | 175.0    | 187      | 35          | 101      | 5     | 5        | 121      | 10    | 1        | 115   | 107      | 5.50     | 1.65    |

### 記録
- 初登板：1982年4月7日、対中日ドラゴンズ3回戦（ナゴヤ球場）、7回裏1死に5番手で救援登板・完了、1回2/3を3失点
- 初奪三振：同上、7回裏に大島康徳から
- 初先発：1982年6月10日、対ヤクルトスワローズ11回戦（明治神宮野球場）、7回1失点
- 初完投：1984年5月29日、対中日ドラゴンズ6回戦（ナゴヤ球場）、8回2失点で敗戦投手

### 背番号
- 29 （1982年 - 1987年）
- 45 （1988年）
- 39 （1989年）

## 関連情報

### 制作・出演番組
※ディレクター・リポーターを担当。
- Tigers-ai制作阪神戦中継
  - スカイAスタジアム（sky・A sports+）
  - GAORAプロ野球中継（GAORA）
- 猛虎キャンプリポート（sky・A sports+）
- 夕やけスタジアム（sky・A sports+。『スカイAスタジアム』開始直前の情報番組）
- スカイ・Aは虎バン主義。（sky・A sports+）

## 参考資料
- 猛虎大鑑（『B.B.MOOK』220、『スポーツ・スピリット』21。2002年、ベースボール・マガジン社発行）ISBN 978-4583611860
- 各種外部リンク